# Закон єдиної ціни
Закон єдиної ціни (LOOP з англ. law of one price) стверджує, що за відсутності торгових тертів (транспортні витрати, комісії та ін.), а також за умов вільної конкуренції та гнучкості цін (де жодні окремі продавці чи покупці не можуть маніпулювати цінами, і ціни можуть вільно змінюватися), ідентичні товари, що продаються в різних місцях, повинні продаватися за однаковою ціною, якщо ціни виражені в загальній валюті. Цей закон випливає з припущення про неминуче усунення будь-якого арбітражу.

## Огляд
Логіка закону єдиної ціни ґрунтується на припущенні, що відмінності між цінами усуваються учасниками ринку, які використовують арбітражні можливості. 

### Приклад у звичайній торгівлі
Припустимо різні ціни на один ідентичний товар у двох місцях, відсутність транспортних витрат і відсутність економічних бар'єрів між двома місцями. Тоді можливий арбітраж як покупців, так і продавців: покупці з частини ринку з вищою ціною на актив можуть купувати в актив в частині з дешевшою ціною, а продавці з дешевої можуть продавати в дорогій.
Обидва сценарії призводять до єдиної ціни на один і той самий товар у всіх місцях. 
Для подальшого обговорення див. розділ Раціональне ціноутворення.

### Приклад на офіційних фінансових ринках
Товари можна торгувати на фінансових ринках, де буде єдина ціна попиту і ціна пропозиції . Хоча існує невеликий розкид між цими двома значеннями, закон однієї ціни застосовується (до кожного).
Жоден трейдер не буде продавати товар за ціною, нижчою, ніж рівень пропозиції маркет-мейкера, або купувати за ціною, вищою, ніж рівень попиту маркет-мейкера. У будь-якому випадку відхід від переважаючої ціни або не залишить покупців, або буде благодійністю.
На ринку деривативів закон застосовується до фінансових інструментів, які виглядають різними, але мають однаковий набір грошових потоків; див. Раціональне ціноутворення. Таким чином:
" Ціна цінного паперу повинна бути єдиною, незалежно від того, як цей цінний папір був створений. Наприклад, якщо опціон можна створити з використанням двох різних наборів базових цінних паперів, тоді загальна ціна для кожного буде однаковою, інакше існуватиме можливість арбітражу. "
Подібний аргумент можна використати, розглядаючи цінні папери стрілки, як згадували Ерроу та Дебре (1944).

### Незастосування
- Закон не діє міжчасово, тому ціни на той самий товар можуть відрізнятися в різний час на одному ринку. Застосування закону до фінансових ринків унеможливлюється тим фактом, що ціни маркет-мейкера постійно змінюються на ліквідних ринках. Однак на момент здійснення кожної операції закон є чинним (зазвичай його порушення правил біржі було б протилежним).
- Закон також не повинен застосовуватися, якщо покупці мають недостатню інформацію про те, де знайти найнижчу ціну. У цьому випадку продавці стикаються з компромісом між частотою та рентабельністю своїх продажів. Тобто фірми можуть бути байдужими між розміщенням високої ціни (отже продавати нечасто, оскільки більшість споживачів шукатимуть нижчу) та низькою ціною (за якою вони продаватимуть частіше, але отримають менший прибуток від продажу).[9]
- Ефект Баласи-Самуельсона стверджує, що закон єдиної ціни не застосовується до всіх товарів у міжнародному масштабі, оскільки деякі товари не підлягають торгівлі . Він стверджує, що в деяких країнах споживання може бути дешевшим, ніж в інших, оскільки неторговельні товари (особливо земля та робоча сила) дешевші в менш розвинених країнах. Це може зробити звичайний споживчий кошик дешевшим у менш розвиненій країні, навіть якщо ціни на деякі товари в цьому кошику вирівнюються міжнародною торгівлею.

### Передумови
- відсутність торгових тертів
- вільна конкуренції
- гнучкість цін[10]

Закон єдиної ціни застосовувався для аналізу багатьох публічних подій, таких як:
- У 2015 році в робочому документі Міжнародного валютного фонду було встановлено, що закон єдиної ціни діє для більшості торгових товарів у Бразилії, але не застосовується до неторгових товарів.[11]
- У 2013 році директор Ради з міжнародних відносин стверджував, що поточний на той час Apple iPad mini дотримувався закону єдиної ціни, оскільки його ціна майже досягала того самого курсу долара США в кожній відповідній країні.[12]
- Урядові нафтові субсидії Індонезії проти контрабандистів нафти; Контрабандисти продають викрадену державою нафту за ринковою ціною .[13]
- Очевидне порушення закону щодо міжнародних акцій Royal Dutch / Shell . Після злиття в 1907 році власники акцій Royal Dutch Petroleum (торгуються в Амстердамі) і Shell Transport (торгуються в Лондоні) отримали право на 60 % і 40 % відповідно всіх майбутніх прибутків. Тому ціна акцій Royal Dutch автоматично мала бути на 50 % вищою, ніж акції Shell. Однак вони відійшли від цього на 15 %.[14]  Ця розбіжність зникла з їх остаточним злиттям у 2005 році.  В останні роки компанія мала дві різні акції, акції «A» і «B». Хоча кожен має однакові права на дивіденди тощо, вони зазвичай торгують за різними цінами. Це можна пояснити різними режимами оподаткування.